# Princípio do jus postulandi
O princípio do jus postulandi é a capacidade que se faculta a alguém de postular perante as instâncias judiciárias as suas pretensões na Justiça. No Brasil, normalmente, somente advogados, e não as partes (pessoas que litigam na justiça), tem o "direito de postular" (jus postulandi).
A Constituição da República em seu art. 133, onde afirma a indispensabilidade do advogado - todavia há exceções admitindo-se o direito de postular às próprias partes do litígio, independente de advogados, em certas ocasiões, por exemplo nas causas trabalhistas (CLT, arts. 786 e 791), de acordo com enunciado da súmula 425 do TST: o jus postulandi das partes, estabelecido no art. 791 da CLT, limita-se às varas do trabalho e aos tribunais regionais do trabalho, não alcançando a ação rescisória, a ação cautelar, o mandado de segurança e os recursos de competência do Tribunal Superior do Trabalho. E também nos Juizados Especiais (Lei n.º 9.099/1995, art. 9.º) até o limite de 20 salários mínimos.
O habeas corpus é um caso especial, pois ele trata de um direito fundamental (o de ir e vir) e por isso pode ser impetrado por qualquer pessoa (inclusive menores, estrangeiros, etc) mesmo que essa pessoa não tenha inscrição na OAB, capacidade civil ou de postular em juízo.(CPP, Art. 654)
Ocorre também a dispensabilidade do advogado em ações relacionadas a vara de família quando se trata de ação de estipulação de alimentos, oferta de alimentos, exoneração de alimentos, revisional de alimentos e execução de alimentos.
Em procedimentos administrativos também não se exige a necessidade de composição de advogado para atuar na defesa ou nas petições.